# Conseil régional de Lorraine
Conseil régional du Grand Est
Hôtel de Région
Le conseil régional de Lorraine est l'assemblée délibérante de la région française de Lorraine jusqu'au 31 décembre 2015, à la suite de l'incorporation de la région avec la Champagne-Ardenne et l'Alsace afin de former la nouvelle région Grand Est. 
Il comprend 73 membres et siège dans l'ancienne abbaye Saint-Clément, dans le quartier du Pontiffroy à Metz. L'Hôtel de région est l'un des nombreux sites qu'occupait le Conseil régional : boulevard de Trèves (bâtiments militaires récemment rénovés), Sainte-Barbe et Blida pour Metz (il y a également un site sur Nancy).
Son dernier président est Jean-Pierre Masseret (PS), élu le 2 avril 2004.

## Histoire
La première session de ce conseil régional eut lieu le 11 janvier 1974 à Metz.

## Appartenance à la Grande Région
Le Conseil régional de Lorraine était également membre de la coopération inter-régionale transfrontalière appelée Grande Région, ou « Saar-Lor-Lux », qui regroupait :
- pour la France : le Conseil régional de Lorraine, l'État en région Lorraine, les conseils généraux de Meurthe-et-Moselle et de la Moselle,
- le Luxembourg,
- pour l'Allemagne : les Länder de Sarre et de Rhénanie-Palatinat,
- pour la Belgique : la Région wallonne, la Communauté française et la Communauté germanophone de Belgique.

## Exécutif 2010-2015
- Jean-Pierre Masseret, président
- Thibaut Villemin, 1er vice-président (Développement Économique)
- Laurence Demonet, 2e vice-président (Formation et de l'Accompagnement des Parcours de Vie)
- Daniel Beguin, 3e vice-président (Écologie, de l'Environnement, des Ressources Naturelles, de la Biodiversité et de l’Énergie)
- Lovely Chrétien, 4e vice-président (Lien Social (Sport, Vie Associative et Économie Sociale et Solidaire))
- Patrick Abate, 5e vice-président (Aménagement, des Grands Projets et des Infrastructures)
- Joëlle Borowski, 6e vice-président (Développement et de l'Attractivité des Territoires)
- Jean-Pierre Liouville, 7e vice-président (Finances, de l’Évaluation, des Fonds européens et de la Commande Publique)
- Jacqueline Fontaine, 8e vice-président (Politiques de la Citoyenneté, des Solidarité et de Santé)
- Jean-Pierre Moinaux, 9e vice-président (Culture)
- Rachel Thomas, 10e vice-président (Économie Touristique et de la Promotion de la Lorraine, de la Filière Agricole, de l'Agroalimentaire et de la forêt)
- Patrick Hatzig, 11e vice-président (Mobilité (TER, Autorité Organisatrice de Transports, covoiturage, etc.))
- Josiane Madelaine, 12e vice-président (Coopération Décentralisée et des Relations Internationales)
- Michel Obiegala, 13e vice-président (Administration Générale (Juridique, Moyens Généraux, etc.) et de l'agglomération transfrontalière du GECT Eurodistrict SaarMoselle)
- Angèle Dufflo, 14e vice-président (Patrimoine de l'Institution (lycées, etc.) et du bilinguisme)
- Christophe Choserot, 15e vice-président (Enseignement Supérieur, de la Recherche et de l'Innovation)

## Composition (2010-2015)
| Nom du groupe | Nom du groupe   | Partis représentés                | Élus | Statut     |
| ------------- | --------------- | --------------------------------- | ---- | ---------- |
|               | Socialiste      | Parti socialiste                  | 32   | Majorité   |
|               | UMP             | Union pour un mouvement populaire | 17   | Opposition |
|               | Front national  | Front national                    | 6    | Opposition |
|               | EÉ              | Europe Écologie                   | 9    | Majorité   |
|               | Communiste      | Parti communiste français         | 5    | Majorité   |
|               | Je suis Lorrain | Indépendant (non affilié)         | 4    | Opposition |

### Anciennes majorités au conseil régional
- 1986-1992 : UDF et apparentés
- 1992-1998 : RPR
- 1998-2004 : RPR - UMP

## Présidents du conseil régional
| Période | Période | Identité                      | Étiquette | Qualité                                               |
| ------- | ------- | ----------------------------- | --------- | ----------------------------------------------------- |
| 1974    | 1976    | Jean Vilmain                  | CNIP      | Président du Conseil général des Vosges               |
| 1976    | 1978    | Jean-Jacques Servan-Schreiber | PR        | Député                                                |
| 1978    | 1979    | Pierre Messmer                | RPR       | Ancien Premier ministre, député, maire de Sarrebourg  |
| 1979    | 1982    | André Madoux                  | RPR       | Président du Conseil général de la Meuse              |
| 1982    | 1992    | Jean-Marie Rausch             | DVD       | Ministre, sénateur, maire de Metz, conseiller général |
| 1992    | 2004    | Gérard Longuet                | UDF / UMP | Ministre, député, sénateur, conseiller général        |
| 2004    | 2015    | Jean-Pierre Masseret          | PS        | Ancien ministre, sénateur                             |

## Fonctionnement
Pour définir les priorités du Conseil régional, les élus se réunissaient au minimum une fois par trimestre en Séance Plénière. Les grandes orientations de la politique régionale étaient alors arrêtées. 
La Commission permanente décidait entre autres de l'attribution des financements et suit les affaires courantes sous l'autorité du Président. Elle se tenait une fois par mois et réunit l'ensemble des élus du Conseil Régional.
Le Président et ses 15 Vice-Présidents formaient l'Exécutif. 

### Administration régionale
L'administration régionale était composée de différents services chargés de mettre en œuvre et d'appliquer les décisions de l'assemblée régionale et de l'exécutif. 
Elle s'appuyait sur 3 500 agents dont 2 750 personnels ATTEE (adjoints techniques territoriaux d'établissement d'enseignement) présents dans les lycées, qui œuvraient quotidiennement pour assurer de bonnes conditions de travail et de vie des lycéens.

### Soutien de projets lorrains
Afin de faire émerger les initiatives locales, le Conseil Régional mettait en place des dispositifs d'aides porteuses d'une dynamique nécessaire à la construction du territoire. 

## La Lorraine en chiffres
En 2014, la Lorraine comptait environ 2,4 millions de Lorrains, quatre départements et plus de 2 338 communes.
C'était aussi :
- 6 réserves naturelles régionales
- la seule région à posséder trois Parcs naturels régionaux, soit 15 % du territoire
- près de 147 000 entreprises
- 92 000 lycéens
- 35 000 associations
- 17 000 apprentis